# X1999
Autre
X1999 est une adaptation d'un manga de CLAMP, X, comportant 18 volumes (parution stoppée). Le film d'animation est réalisé par Rintarō avec le chara-design de Nobuteru Yūki.

## Synopsis
1999 : le jeune Kamui Shiro et sa mère Toru ont quitté précipitamment Tôkyô il y a six ans, laissant derrière eux Fuma et Kotori, des amis d'enfance. Alors que ses pouvoirs surnaturels se développent, Kamui voit sa mère se laisser brûler volontairement dans un incendie : sa dernière volonté est qu'il retourne à Tokyo. Il s'exécute, mais fait tout pour éviter avec une grande froideur Fuma et Kotori. Ceux-ci ne comprennent pas qu'il essaye ainsi de leur éviter les ennuis qui semblent le poursuivre où qu'il aille : Kamui est régulièrement assailli par des manifestations magiques hostiles, et des individus suspects tentent de le contacter. Cédant à leurs insistances, Kamui finira par comprendre qu'il est la clé de la bataille de l'Apocalypse à venir, "celui dont le Destin n'est pas écrit." Les six Anges et les six Sceaux, représentants humains des volontés divines, doivent s'affronter, les uns pour exterminer l'Humanité qui corrompt et agresse la Terre-Mère, les autres pour la protéger de la vengeance de la Nature. Kamui doit devenir le septième membre d'un des deux camps et lui assurer sa victoire ; pourtant, il n'a que faire de la Fin du Monde et de ses enjeux, surtout préoccupé par le devenir de Fuma et Kotori. La situation semble gelée, mais les prophéties faites sur la nature de Kamui sont incomplètes : le Destin va s'incarner dans des événements au-delà de toutes les prédictions, et forcer à un choix des plus douloureux…
Bien que le résultat de l'Apocalypse semble surtout dépendre des actions de Kamui, X comporte un très grand nombre de personnages principaux développés plus ou moins également : les six Sceaux (Dragons du Ciel), les six Anges (Dragons de la Terre), leur famille, et d'autres personnages. Occasionnellement, leur passé est révélé dans des chapitres indépendants.
Chacun des deux camps en arrive à comprendre, via ses prophètes, que deux « Kamui » sont en fait censés rejoindre un camp, et s'affronter. D'abord incompréhensible, cette prédiction s'explique lorsque Fuma apprend qu'il est le « Gémeaux » de Kamui, son « étoile jumelle »" : si Kamui choisit un camp, il est destiné à le remplacer dans l'autre en son nom. Kamui, toujours aussi indifférent au sort de l'Humanité (la châtier ? lui pardonner ?), finit par accepter que seul le bien-être de Fuma et Kotori lui importe vraiment, et qu'il ne peut accomplir cet objectif qu'en rejoignant les Sceaux. Dès que son choix définitif est assumé, Fuma perd sa personnalité, désormais possédé par le reflet de celle que Kamui aurait eu s'il avait choisi l'autre camp : il se fait lui-même appeler « Kamui ». Sous ses yeux horrifiés, Fuma/Kamui assassine Kotori, démontrant l'acceptation de son rôle de Dragon de la Terre. Il s'en va ensuite rassembler les Anges dispersés, pendant que Kamui sombre dans un état catatonique à la suite du traumatisme qu'il a vécu.

## Fiche technique
- Année : 1996
- Réalisation : Rintarō
- Character design : Nobuteru Yūki
- Créateur original : CLAMP
- Musique : Yasuaki Shimizu
- Animation : Madhouse
- Durée : 100 minutes
- Licencié en France par : Kazé

### Doublage
| Personnages         | Voix japonaises  | Voix françaises                           |
| ------------------- | ---------------- | ----------------------------------------- |
| Kamui Shirō         | Tomokazu Seki    | Rémi Caillebot Rokhaya Diallo (Enfant)    |
| Fuma Monō           | Ken Narita       | Bruno Méyère Shina Dabady (Enfant)        |
| Kotori Monō         | Junko Iwao       | Geneviève Doang Alice Beauvallet (Enfant) |
| Arashi Kishū        | Emi Shinohara    | Maëva Pierre                              |
| Kanoe               | Atsuko Takahata  | Maïk Darah                                |
| Sorata Arisugawa    | Kōichi Yamadera  | Fréderic Popovic                          |
| Subaru Sumeragi     | Issei Miyazaki   | Martin Berberian                          |
| Yūto Kigai          | Kazuhiko Inoue   | Thomas Guitard                            |
| Nataku / Kazuki     | Rica Matsumoto   | Aurore Yrondy                             |
| Karen Kasumi        | Mami Koyama      | Suzanne Sindberg                          |
| Hinoto              | Yuko Minaguchi   | Claire Guyot                              |
| Seiichirō Aoki      | Hideyuki Tanaka  | Alexandre Coadour                         |
| Yuzuriha Nekoi      | Yukana Nogami    | Leslie Michelet                           |
| Shōgo Asagi         | Toshihiko Seki   | Tanguy Matioszek                          |
| Seishiro Sakurazuka | Tōru Furusawa    | Bruno Magne                               |
| Satsuki Yatōji      | Kotono Mitsuishi | Amélie Quirion                            |
| Kusanagi Shiyû      | Jōji Nakata      | Bruno Magne                               |
| Torū                | Masako Ikeda     | Ludiwine Grand                            |

- Version française
  - Société de doublage : GotohWan[1]
  - Direction artistique : Thomas Guitard[1]

## Annexe